# 志免町立志免中学校
志免町立志免中学校（しめちょうりつしめちゅうがっこう）は、福岡県糟屋郡志免町にある公立中学校。

## 沿革
- 1945年4月 - 志免第3国民学校の施設を以て開校する。
- 1951年6月 - 「炭坑地の特殊地域性に立脚する訓練を重んずる教育」の主題についての研究により、県教育委員会より表彰さる。
- 1956年11月 - 福岡県教育委員会指定県理科教育研究発表会を行う。
- 1957年11月 - 科学教育に優れ、県教育委員会より表彰される。
- 1962年12月 - 福岡県学校図書館コンクールにおいて優秀賞を受ける。
- 1966年1月 - 全九州図書館コンクール優秀賞を受ける。
- 1970年12月 - 2・3年新校舎（現在地）移転する。
- 1975年4月 - 新校舎すべての工事竣工する。
- 1980年4月 - 本校が分離、志免中学校、志免東中学校となる。
- 1990年11月 - 福岡県教育委員会指定・委嘱体育科研究発表会を行う。
- 1991年11月 - 保健体育の指定研究に尽力した功績により、全国学校体育研究大会において表彰される。
- 1997年11月 - 創立50周年記念式典並びに文化発表会を開催する。
- 1999年9月 - コンピュータ室が設置される。
- 2001年11月 - 志免町学同研全員研　研究発表会を行う。
- 2002年10月 - 糟屋地区地教委連絡協議会研究指定・委嘱研究発表会を行う。研究主題「自ら学ぶ力を身に付けた生徒が育つ学習指導の研究」
- 2003年3月 - 給食棟（3階建）が竣工する。
- 2006年8月 - 男子ソフトテニス部九州大会出場
- 2006年10月 - いきいきサタデー開始
- 2007年2月 - 志免東中学校との初の合同立志式
- 2007年7月 - 韓国釜山市グナム中学校との国際交流
- 2007年8月 - 軟式野球部九州大会出場
- 2007年12月 - いのちの歌「未来を信じて」を志免東中学校と合同作詞。県人権啓発大会において発表
- 2008年8月 - 陸上部 九州大会出場　水泳部九州・全国大会出場
- 2009年8月 - 陸上部九州・全国大会出場
- 2017年8月-陸上部九州大会出場

## 校訓
『個性心身』
個性を伸ばし、自ら学ぶ生徒。
『敬愛協力』
思いやりの気持ちをもち、心豊かな生徒。
『生産創造』
創造性豊かにたくましく生きる生徒。

## 学校行事

### ふれあい合宿
6月に行われる学校行事。中学1年生を対象とした勉強合宿。

### 職業についての学習
6月に行われる学校行事。中学2年生を対象に、様々な職場の方に話を聞く。

### 進路セミナー
6月と9月に行われる学校行事。6月には中学3年生を対象に、様々な高等学校の教諭を招き出前授業が行われる。9月には卒業生を招いて「卒業生の話を聞く会」が行われたり、高等学校の教諭を招いて講演会が行われたりする。

### 合唱コンクール
10月後半に行われる学校行事。各クラスが希望した課題曲を歌い上げる。

### 生徒会
会長(1名)、副会長(2名)、書記(2名)、各専門委員長(8名)の計13名で活動している。

### 専門委員会
9つの専門委員会によって成り立っている。
- 自治委員会（会長、副会長、書記によって運営）
- 整美委員会
- 生活委員会
- 体育委員会
- 文化委員会
- 学習委員会
- 図書委員会
- 給食委員会
- 保安委員会

## 部活動
体育系
- 軟式野球部
- サッカー部
- 男子バスケット部
- 女子バスケット部
- 男子ソフトテニス部
- 女子ソフトテニス部
- 女子バレー部
- 陸上部
- 水泳部
- 男子卓球部
- 女子卓球部
- 柔道部
- 剣道部
- ラグビー部

文化系
- 吹奏楽部
- 太鼓部
- 美術部

## 令和5年度3年生までの従来の制服(廃止済み)
- 男子　
  - 冬服は標準的な学生服上下である。
  - 夏服はカッターシャツ、スラックスである。
- 女子　
  - 冬服はセーラー服、吊りスカート上下である。
  - 夏服はカッターシャツ、吊りスカートである。
    - サスペンダーを外せない仕様の為新型スカート導入時に上級生のサスペンダーを廃止する対応は行われていない。

## 令和4年より導入した新制服、現在の全生徒の制服
- ブレザー、カッターシャツ、新型スラックスと新型スカートのいずれかの選択

## 著名な出身者
- 大津亮介（プロ野球選手）[1]